# Легенда о самоубиству (књига)
Легенда о самоубиству (енгл. Legend of a Suicide) је роман америчког књижевника Дејвида Вана (енгл. David Vann) (1966) објављен 2008. године. Издање на српском језику објавила је издавачка кућа „Лагуна“ 2019. године у преводу Тијане Тропин.

## О аутору
Дејвид Ван је рођен 1966. године на Аљасци. Студирао је на Стандофрду и Корнелу. Подучавао је на неколико универзитета у Сједињеним Државама. Тренутно је професор креативног писања на Универзитету Ворвик у Енглеској и почасни је професор француског Универзитета Франш-Конте. Објавио је дванаест књига које су неке преведене на двадесет језика (Легенда о самоубиству).

## О делу
Књига Легенда о самоубиству је делимично аутобиографска пошто је отац аутора књиге Џејмс Едвин Ван извршио самоубиство. Посвета на почетку књиге која може да укаже на то тумачење гласи: Мом оцу, Џејмус Едвину Вану 1940-1980.
Аутор је на објављивање ове књиге чекао дванаест година да би по објављивању постала бестселер и добила једанаест међународних награда.
У средишту романа је младић који се суочава са болом и кривицом због очевог самоубиства.
Роман чини шест прича које повезују главни јунаци дечак Рој и његов психички нестабилни отац Џим, склон самоубиству. Приче у којима је описан однос без топлине и блискости.
Наслови прича:
- Ихтиологија
- Рода
- Легенда о добрим мушкарцима
- Острво Сакван
- Кечикан
- Високо плаветнило

У овој причи Џим, стоматолог, предузимач и риболовац и отац главног јунака Роја, врши самоубиство. Кроз следеће приче које следе тече прича о оцу, његовој улози у породици. Приче о човеку који није близак са сином, са супругом коју и вара, склон пустоловинама.
Џим је разочаран својим послом стоматолога, ухваћен у кризу средњих година, усамљен. Након што прода ординацију, купи чамац и опроба се као риболовац, запада у финансијске проблеме. Оставља жену због љубавнице, али ни тада није задовољан и срећан. Усред свег тог хаоса извршава самоубиство на свом броду.
Прва и последња прича у књизи су написане у првом лицу док је прича Острво Сакван написана у трећем лицу.

## Екранизација
Књигу Легенда о самоубиству Француска продуцентска кућа Haut et Court планира да пренесе на филм.